# ناحیه تل رفعت
ناحیه تل رفعت (به عربی: ناحیة تل رفعت) یک ناحیه در سوریه است که در منطقه اعزاز واقع شده‌است. ناحیه تل رفعت ۴۳٬۷۸۱ نفر جمعیت دارد.